# Fulton John Sheen
Fulton John Sheen (El Paso, 8 de mayo de 1895 - Nueva York, Estados Unidos; 9 de diciembre de 1979) fue un sacerdote católico, comunicador social católico y arzobispo estadounidense de la Iglesia Católica conocido por su predicación y especialmente por su trabajo en televisión y radio. Fue miembro de la Tercera Orden Carmelita.

## Biografía
Fulton John Sheen nació un 8 de mayo de 1895 en la ciudad de El Paso, en los Estados Unidos. 
Fue ordenado sacerdote de la Diócesis de Peoria en 1919, y luego se convirtió rápidamente en un teólogo de renombre, ganando el Premio Cardenal Mercier de Filosofía Internacional en 1923. Luego pasó a enseñar teología y filosofía en la Universidad Católica de América, además de actuar. como párroco antes de ser nombrado Obispo Auxiliar de la Arquidiócesis de Nueva York en 1951 por el papa Pio XII. Ocupó este cargo hasta 1966, cuando fue nombrado Obispo de Rochester por el papa Pablo VI, a quien le presentó la renuncia en 1969 cuando se acercaba su 75.º cumpleaños y fue nombrado arzobispo de la sede titular de Newport, Gales.
Durante 20 años como padre Sheen, luego monseñor, condujo el programa de radio nocturno La hora católica en NBC (1930-1950) antes de pasar a la televisión y presentar Life Is Worth Living (1952-1957). El último papel de presentación de Sheen fue en el programa sindicado The Fulton Sheen (1961-1968) con un formato muy similar al del anterior programa Life is Worth Living. Por este trabajo, Sheen ganó dos veces un premio Emmy a la personalidad televisiva más destacada y apareció en la portada de la revista Time. A partir de 2009, sus programas se retransmitieron en las redes de cable Church Channel de EWTN y Trinity Broadcasting Network. Debido a su contribución a la predicación televisada, a menudo se hace referencia a Sheen como uno de los primeros televangelistas. 
La causa de su canonización se abrió oficialmente en 2002. En junio de 2012, el Papa Benedicto XVI reconoció oficialmente un decreto de la Congregación para las Causas de los Santos que declaraba que vivió una vida de "virtudes heroicas" –un gran paso hacia la beatificación– y él ahora se conoce como "Venerable". El 5 de julio de 2019, el Papa Francisco aprobó un milagro que ocurrió por intercesión del Arzobispo Sheen, despejando el camino para su beatificación. Estaba previsto que Sheen fuera beatificado en Peoria el 21 de diciembre de 2019, pero la beatificación se pospuso después de que el actual obispo de Rochester expresó su preocupación de que el manejo de Sheen de un caso de conducta sexual inapropiada de 1963 contra un sacerdote podría citarse desfavorablemente en un próximo informe del New Fiscal General de York. La Diócesis de Peoria respondió que el manejo del caso de Sheen ya había sido "examinado a fondo" y "exonerado", y que Sheen "nunca había puesto a los niños en peligro".

## Causa de Beatificación

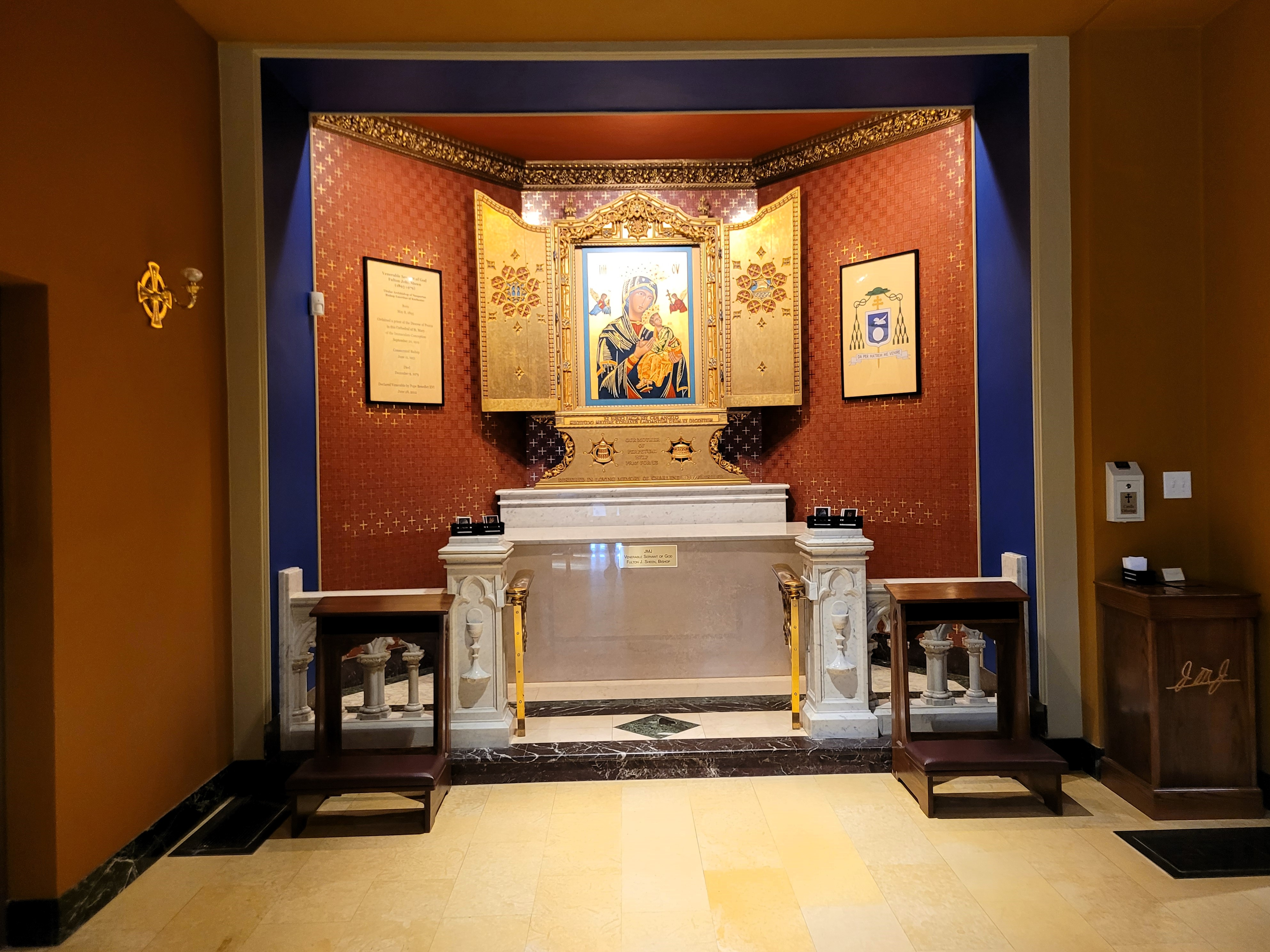
Tumba del ex-arzobispo Fulton John Sheen

El 5 de julio de 2019, el Papa Francisco recibió en audiencia a S.E. el cardenal Angelo Becciu, Prefecto de la Congregación para las Causas de los Santos. En esta audiencia, el Santo Padre autorizó a la Congregación a promulgar el Decretos relativos al milagro, atribuido a la intercesión del Venerable Siervo de Dios Fulton Sheen.  Con esto pasa a ser Beato.
El 28 de junio de 2012, el papa Benedicto XVI aprobó el Decreto con el que se reconocen las virtudes heroicas de Fulton Sheen, con lo que pasa a ser Venerable. El 2 de febrero de 2008, los archivos de Sheen fueron sellados en una ceremonia durante una misa especial en la catedral de Santa María de la Inmaculada Concepción en Peoria, Illinois, donde la Diócesis patrocina su canonización.
En noviembre de 2010, se anunció que se esperaba que la Arquidiócesis de Nueva York se hiciera cargo de su causa de canonización en un debate sin resolver sobre la restitución de los restos de Sheen a la Diócesis de Peoria.
En 2009, la fase diocesana de la investigación llegó a su fin, los registros fueron enviados a la Congregación para las Causas de los Santos de la Santa Sede, en Roma.
El 28 de junio de 2012, la Santa Sede anunció oficialmente que había reconocido la vida de Sheen como una con "virtudes heroicas". Este es un paso importante hacia una eventual beatificación. A partir de este momento, Sheen se convierte en "Venerable Siervo de Dios".
Según el 'Catholic News Service' y 'The Post Catholic' (el periódico oficial de la Diócesis de Peoria), el caso de un niño que en su nacimiento no tuvo pulso perceptible durante 61 minutos (llegó a estar a punto de ser declarado muerto en el Saint Francis Medical Center en Peoria, Illinois) y al parecer llegó a vivir saludable - sin impedimento físico o mental -.  Está en las etapas preliminares de investigación como posible milagro necesario para la beatificación potencial del arzobispo Sheen. Si el milagro es aprobado a nivel diocesano, y luego por la Congregación para las Causas de los Santos de la Santa Sede (siendo ambos médicamente inexplicable, atribuible de forma directa y teológica a la intercesión de Sheen y de acuerdo a grupos de expertos en ambas áreas), entonces la beatificación puede proceder. Otro milagro semejante se requeriría para que se considerase su canonización. El Miércoles, 7 de septiembre de 2011, un tribunal de investigación fue juramentado para investigar la supuesta curación. Durante una Misa especial a las 10:30 a. m. el Domingo 11 de diciembre de 2011, en la Catedral de Santa María en Peoria, la documentación reunida por el tribunal durante casi tres meses será puesta en caja y sellada. A continuación, será enviada al Vaticano para que la examine la Congregación para las Causas de los Santos. Concluirá así el tribunal diocesano el trabajo que conforma gran parte del que corresponde a la Diócesis en el proyecto.

## Biografías
- Reeves, Thomas C. (2001). America's Bishop: The Life and Times of Fulton J. Sheen. Encounter Books. ISBN 1-893554-25-2
- Riley, Kathleen L. (2004). Fulton J. Sheen: An American Catholic Response to the Twentieth Century. Alba House.
- Sheen, Fulton J. (1980). Treasure in Clay: The Autobiography of Fulton J. Sheen. Doubleday & Company.

## Obras
El arzobispo Sheen escribió 96 libros y cientos de artículos y columnas.

### Libros
- God and Intelligence, 1925
- Religion Without God, 1928
- The Life of All Living, 1929 Rev. Ed. 1979
- The Divine Romance, 1930
- Old Errors and New Labels, 1931
- Moods and Truths, 1932
- Way of the Cross, 1932
- Seven Last Words, 1933, Alba House reprint: ISBN 0-8189-0760-6
- Hymn of the Conquered, 1933
- The Eternal Galilean, 1934
- Philosophy of Science, 1934
- The Mystical Body of Christ, 1935
- Calvary and the Mass, 1936
- The Moral Universe, 1936
- The Cross and the Beatitudes: Lessons on Love and Forgiveness, 1937, Liguori Publications reprint: ISBN 0-7648-0592-4
- The Cross and the Crisis, 1938
- Justice and Charity, 1938
- Liberty, Equality and Fraternity, 1938
- The Rainbow of Sorrow, 1938
- Victory over Vice, 1939
- Whence Come Wars, 1940
- The Seven Virtues, 1940
- For God and Country, 1941
- A Declaration of Dependence, 1941
- God and War and Peace, 1942
- The Divine Verdict, 1943
- The Armor of God, 1943
- Philosophies at War, 1943
- Seven Words to the Cross, 1944
- Seven Pillars of Peace, 1944
- Love One Another, 1944
- Seven Words of Jesus and Mary: Lessons on Cana and Calvary, 1945, Liguori Publications reprint: ISBN 0-7648-0708-0
- Preface to Religion, 1946
- Characters of the Passion, 1946
- Jesus, Son of Mary, 1947
- Communism and the Conscience of the West, 1948
- Philosophy of Religion, 1948
- Peace of Soul, 1949, Liguori Publications reprint: ISBN 0-89243-915-7
- Lift Up Your Heart, 1950
- Three to Get Married, 1951, Scepter Publishers reprint: ISBN 0-933932-87-1
- The World’s First Love, 1952, McGraw Hill, Ignatius Press reprint: ISBN 0-89870-597-5
- Life Is Worth Living, Vol. 1, 1953
- Life Is Worth Living, Vol. 2, 1954
  - Life Is Worth Living: First and Second Series, Ignatius Press reprint: ISBN 0-89870-611-4
- The Life of Christ, 1954
- Way to Happiness: An Inspiring Guide to Peace, Hope and Contentment, 1954, Alba House reprint: ISBN 0-8189-0775-4
- Way to Inner Peace, 1954
- God Loves You, 1955
- Thinking Life Through, 1955
- Thoughts for Daily Living, 1955
- Life Is Worth Living, Vol. 3, 1955
- Life Is Worth Living, Vol. 4, 1956
- Life Is Worth Living, Vol. 5, 1957
- Life of Christ, 1958, McGraw Hill, revised edition Doubleday, 1977: ISBN 0-385-13220-4
- This Is The Mass, 1958; Rev. Ed. 1965
- This Is Rome, 1960
- Go to Heaven, 1960
- This Is the Holy Land, 1961
- These Are the Sacraments, 1962
- The Priest Is Not His Own, 1963, Ignatius Press reprint: ISBN 1-58617-044-9
- Missions and the World Crisis, 1964
- The Power of Love, 1965
- Walk with God, 1965
- Christmas Inspirations, 1966
- Footprints in a Darkened Forest, 1966
- Guide to Contentment, 1967
- Easter Inspirations, 1967
- Those Mysterious Priests, 1974
- Life Is Worth Living, First and Second Series Abridged, 1978
- Treasure in Clay, 1980
- The Quotable Fulton Sheen: A Topical Compilation of the Wit, Wisdom, and Satire of Archbishop Fulton J. Sheen, 1989, George J. Marlin, Richard P. Rabatin, and John L. Swan, editors, Doubleday, ISBN 0-385-26226-4
- From the Angel's Blackboard: The Best of Fulton J. Sheen, 1996, Liguori Publications reprint: ISBN 0-89243-925-4
- Simple Truths: Thinking Life Through With Fulton J. Sheen, 1998, Liguori Publications reprint: ISBN 0-7648-0169-4
- Your Life Is Worth Living: The Christian Philosophy of Life, 2001, Esther B. Davidowitz, Jon R. Hallingstad, editors, Saint Andrew's Press, ISBN 0-9701456-8-3. Transcript of 1965 audio recording.
- Paz en el alma, 2006, Lumen Humanitas, ISBN 9789870000174.

### Ensayos
- The Decline of Controversy (en inglés)